# Ophiolimna papillata
Ophiolimna papillata är en ormstjärneart som först beskrevs av Clark 1911.  Ophiolimna papillata ingår i släktet Ophiolimna och familjen knotterormstjärnor. Inga underarter finns listade i Catalogue of Life.